# Estación Ishizuchiyama
La estación Ishizuchiyama (石鎚山駅 Ishizuchiyama-eki?) es una estación de la línea Yosan de la Japan Railways que se encuentra en la ciudad de Saijō de la prefectura de Ehime. El código de estación es el "Y32".

## Estación de pasajeros
Cuenta con una plataforma, con vías a ambos lados de la misma (andenes 1 y 2). El andén 2 es el principal y, solo para permitir el sobrepaso a los servicios rápidos se utiliza el andén 1. La plataforma es angosta.

### Andenes
| 1 | ● Línea Yosan | Hacia Saijō, Niihama, Iyomishima, Kawanoe y Kanonji (solo para permitir el sobrepaso a los servicios rápidos) |
| 1 | ● Línea Yosan | Hacia Nyūgawa, Imabari, Hōjō y Matsuyama (solo para permitir el sobrepaso a los servicios rápidos)            |
| 2 | ● Línea Yosan | Hacia Saijo, Niihama, Iyomishima, Kawanoe y Kanonji (los servicios rápidos no se detienen)                    |
| 2 | ● Línea Yosan | Hacia Nyugawa, Imabari, Hojo y Matsuyama (los servicios rápidos no se detienen)                               |

## Alrededores de la estación
- Oficina de correos de Saijō Nishida.
- Ruta nacional 11
- Jinja de Ishizuchi (石鎚神社 Ishizuchi-jinja?)
- Onsen de Ishizuchi (石鎚温泉 Ishizuchi-onsen?)

## Historia
- 1929: el 2 de julio se inaugura la estación Ishizuchiyama.
- 1987: el 1° de abril pasa a ser una estación de la división Ferrocarriles de Pasajeros de Shikoku de la Japan Railways.

## Estación anterior y posterior
- Línea Yosan 
  - Estación Iyosaijō (Y31) << Estación Ishizuchiyama (Y32) >> Estación Iyohimi (Y33)